# Rodney Wilkes
Rodney Adolphus Wilkes (11. března 1925 San Fernando – 24. března 2014 tamtéž) byl trinidadský vzpěrač pérové váhy. Měl přezdívku „Mighty Midget“ (Mocný trpaslík).
Byl profesí elektrikář, závodnímu vzpírání se začal věnovat v roce 1942. Vyhrál Středoamerické a karibské hry v roce 1946. Na Letních olympijských hrách 1948 skončil ve váze do 60 kg na druhém místě a získal tak pro Trinidad a Tobago první olympijskou medaili v historii. V roce 1951 zvítězil na Panamerických hrách, v roce 1952 byl vlajkonošem trinidadské výpravy na olympiádě v Helsinkách, z níž přivezl bronzovou medaili. V roce 1954 zvítězil na Hrách Commonwealthu, na Letních olympijských hrách 1956 obsadil čtvrté místo a na Hrách Commonwealthu 1958 byl třetí. V roce 1960 ukončil kariéru. Jeho osobní rekord v olympijském trojboji byl 330 kg.